# Autonomie Locali Italiane - Lega delle Autonomie Locali
Autonomie Locali Italiane - Lega delle Autonomie Locali (ALI) è un’associazione di Comuni e di enti locali che ispira la propria azione ai valori della Costituzione italiana e in particolare, al principio federalista dell’autonomia e a quelli della solidarietà, della cooperazione tra istituzioni e della sussidiarietà.
Nata nel 1916, aderiscono ad ALI circa 1025 Comuni Italiani, 3 Città metropolitane, 20 Province, 1 Regione.
Presidente dal 12 settembre 2024, il sindaco di Roma Capitale Roberto Gualtieri eletto nel corso del XX congresso nazionale, tenutosi nell'Aula Giulio Cesare del Palazzo Senatorio in Campidoglio a Roma. Succede a Matteo Ricci.

## Storia
ALI nasce nel 1916 come Lega dei comuni socialisti. Dopo l’interruzione della vita democratica causata dal fascismo, nel 1947 rinasce come Lega dei comuni democratici. Dal 1969 diviene Lega delle Autonomie Locali, poi Legautonomie nel 2000, infine ALI – Autonomie Locali Italiane dal congresso del 2020.
La nascita del 23 maggio 1916 deriva dalla scissione dei sindaci socialisti da ANCI, Associazione Nazionale Comuni Italiani. Due sono i fatti principali che provocarono la scissione: ANCI dal 1906 era governata da cattolici e liberali, emarginando i socialisti, e il risultato delle elezioni amministrative del 1914 – le prime con suffragio universale maschile – che videro la conquista da parte dei socialisti di 4 consigli provinciali e 350 comuni. La decisione della scissione viene assunta dopo un dibattito durato sei anni, considerato che nel 1910 si svolge il Primo congresso degli amministratori socialisti (Firenze, 8-10 settembre 1910). Nell’ottobre del 1922 il Partito socialista italiano, a causa delle tensioni interne tra massimalisti e gradualisti, espulsi dal partito, scioglie la Lega dei Comuni Socialisti. L’avvento della dittatura fascista, che nel 1926 abolisce gli organi elettivi locali, segna il periodo di sospensione delle forme democratiche anche di carattere associativo, tra le quali l’ANCI.
La ricostituzione nel secondo dopoguerra segna l’allargamento, mutando il nome dal precedente Lega dei comuni socialisti, rinata nel 1945 a Milano, in Lega dei comuni democratici con il congresso di Firenze del 27 dicembre 1947. Alla nuova Lega aderiranno sindaci e amministratori socialisti e comunisti. Nel 1952 diviene Lega dei comuni democratici, province ed enti minori e nel 1958 Lega dei comuni democratici, regioni, province ed enti minori. I movimenti a carattere sociale e culturale, oltre all’avvio di una nuova stagione di riforme che porta tra le altre cose alla nascita delle regioni, segna il passaggio nel 1969 alla Lega per le Autonomie e i poteri Locali semplificato poi in Lega delle autonomie locali con il congresso di Bologna del 1984. Nel 2000, con il congresso di Napoli, viene coniato il nome Legautonomie per definire l’organizzazione.
Il 17 luglio 2020 assume l’attuale denominazione, decisa nel corso del congresso svoltosi a Napoli: Autonomie Locali Italiane - Lega delle Autonomie Locali.
Il 14 gennaio 2021 ALI ha generato in qualità di socio fondatore la Rete dei comuni sostenibili.

## Funzioni
ALI agisce con l’obiettivo di riformare la pubblica amministrazione locale, di rinnovare e rendere più efficaci i servizi connessi allo stato sociale, di favorire la partecipazione democratica dei cittadini e delle cittadine. Inoltre, ha come scopi quelli di aiutare il riequilibrio sociale ed economico tra le diverse aree dell’Italia, di favorire l’attuazione a livello locale degli obiettivi di sostenibilità dell’Agenda 2030, di difendere e valorizzare l’ambiente e il patrimonio diffuso in tutto il Paese a carattere paesaggistico, culturale e artistico. Il tutto tutelando i diritti di cittadinanza, di pari opportunità e di sicurezza.

## Organi
Gli Organi dell’Associazione sono:
- Il Consiglio Nazionale
- Il Presidente
- La Presidenza
- Il Segretario generale
- Il Collegio dei Sindaci/Revisore unico

Della Presidenza fanno parte di diritto:
- Il Presidente nazionale
- Il Vice Presidente vicario (in carica Elena Piastra, sindaco di Settimo Torinese)
- I Vice Presidenti (in carica Giovanna Bruno, sindaca di Andria, Andrea Marrucci, sindaco di San Gimignano e Massimiliano Presciutti, sindaco di Gualdo Tadino)
- Il Segretario generale (in carica Valerio Lucciarini De Vincenzi)
- Il Presidente del Consiglio nazionale (in carica Achille Variati)
- I Presidenti delle Associazioni territoriali
- I Legali rappresentanti delle società partecipate

ALI è organizzata in Associazioni territoriali, su base regionale o interregionale, dotate di una propria struttura organizzativa e attraverso coordinamenti funzionali o tematici.

## Segretari nazionali
- 1916-1918 Antonio Campanozzi
- 1947-1954 Giulio Turchi (deputato)
- 1954-1961 Francesco Spezzano (Sindaco di Acri)
- 1961-1972 Antonino Maccarrone (Presidente della Provincia di Pisa)
- 1972-1976 Giorgio De Sabbata (già Sindaco di Pesaro)
- 1976-1980 Pietro Conti (deputato)
- 1980-1988 Dante Stefani (deputato)
- 1988-2000 Enrico Gualandi (già Sindaco di Imola e deputato)
- 2000-2006 Luigi Massa (deputato)
- 2023-in carica Valerio Lucciarini De Vincenzi

## Presidenti nazionali
- 1996-2000 Giuliano Barbolini (Sindaco di Modena)
- 2000-2010 Oriano Giovanelli (Sindaco di Pesaro)
- 2010-2018 Marco Filippeschi (Sindaco di Pisa)
- 2018-2024 Matteo Ricci (Sindaco di Pesaro)
- 2024-in carica Roberto Gualtieri[8] (Sindaco di Roma)

## Direttori nazionali
- 2000-2019 Loreto del Cimmuto
- 2019-2023 Valerio Lucciarini De Vincenzi

## Tesorieri nazionali
- 2000-2017: Leonida Facchini
- 2017-2018: Oriano Giovanelli
- 2018-2023: Valerio Lucciarini De Vincenzi